# Sijong-myeon
Sijong-myeon (koreanska: 시종면) är en socken i kommunen Yeongam-gun i provinsen Södra Jeolla i den sydvästra delen av Sydkorea, 300 km söder om huvudstaden Seoul.